# Найманкуль
Найманкуль (каракалп. Naymankól) — посёлок городского типа в Тахиаташском районе Каракалпакстана, Республики Узбекистан.
Статус посёлка городского типа с 2009 года.